# Stjärnbåt
Stjärnbåt är en svensk segelbåtstyp, som har sina rötter från 1913. Båten Joyce av Janne Jacobsson vann en konstruktionstävling om en bruksbåt som hölls av Göteborgs Kungliga Segelsällskap. Janne Jacobsson var förman på Ängholmens varv i Långedrag i Göteborg.
Stjärnbåten fick sin slutliga utformning 1927–1928, då GKSS reviderade båten genom att förse den med däck, kapp och marconirigg för att bli klassad som en entypsbåt.. I dess båtkommitté ingick båtkonstruktören Bertil Bothén (1892–1966). De första 21 båtarna beställdes av GKSS och byggdes 1928 på Sundsandviks båtvarv.
Stjärnbåten har en typisk form för Västkusten och är klinkbyggd, vanligen i furu med översta bordet i ek. I Sverige har över 500 byggts. Den byggdes också från 1932 i Finland under namnet Vingbåt och med 14 kvadratmeter segelarea. Där har fler än 100 båtar byggts. Dessutom finns i Storbritannien från 1937 Loch Long One Design, som är en Stjärnbåt med några mindre ändringar. Omkring 100 Loch Long OD är fortfarande i användning.
I Stjärnbåtsklassen får man segla med två eller med tre personer ombord. I lättvind seglas båten bäst på två, men i ordentlig vind är det bäst med tre för att kränga på kryssen och ösa på länsen.   Många av de framgångsrika kappseglarna som började segla på 1930–1960-talen lärde sig segla på Stjärnbåtar, till exempel Pelle Gedda, Pelle Pettersson, John Albrektsson, Peter Norlin och bröderna Sundelin.
På 1960-talet, när träbåtar kom att konkurrera med båtar i glasfiberarmerad plast, gjordes icke framgångsrika försök att med en modernare och snabbare rigg, med Stjärnbåt 66.  
Stjärnbåtarna nr 491 Gudingen och nr 499 Anden, byggda omkring 1960 på Moranäs varv i Saltsjöbaden, har k-märkts av Sjöhistoriska museet.